# Cimetière de Lourmarin
Le cimetière de Lourmarin est le cimetière communal de la commune de Lourmarin dans le Vaucluse. Il se trouve avenue Henri-Bosco.

## Histoire et description
Ce petit cimetière méditerranéen du Luberon avec ses murets de pierres accueille la sépulture de deux écrivains d'adoption lourmarinoise. Albert Camus, mort en 1960 dans un accident de voiture dans l'Yonne et son épouse la pianiste Francine née Faure reposent sous deux parcelles d'iris et de romarin ombragées par un laurier-rose. La dépouille d'Henri Bosco mort en 1976 se trouve sous un simple dalle. Sa stèle montre des caractères grecs ésotériques signifiant que l'âme humaine passe par le cœur pour rejoindre le paradis.

## Personnalités inhumées
- Henri Bosco (1888-1976), écrivain
- Albert Camus (1913-1960), écrivain prix Nobel de littérature
- Raoul Dautry (1880-1951), ministre de l'armement, puis maire de Lourmarin
- Adolphe Diagne (1907-1985), Compagnon de la Libération
- Christiane Faure (1908-1998), directrice de l'éducation populaire, sœur de la suivante
- Francine Faure (1914-1979), pianiste, épouse d'Albert Camus
- Christian Gabriel/le Guez Ricord (1948-1988), poète

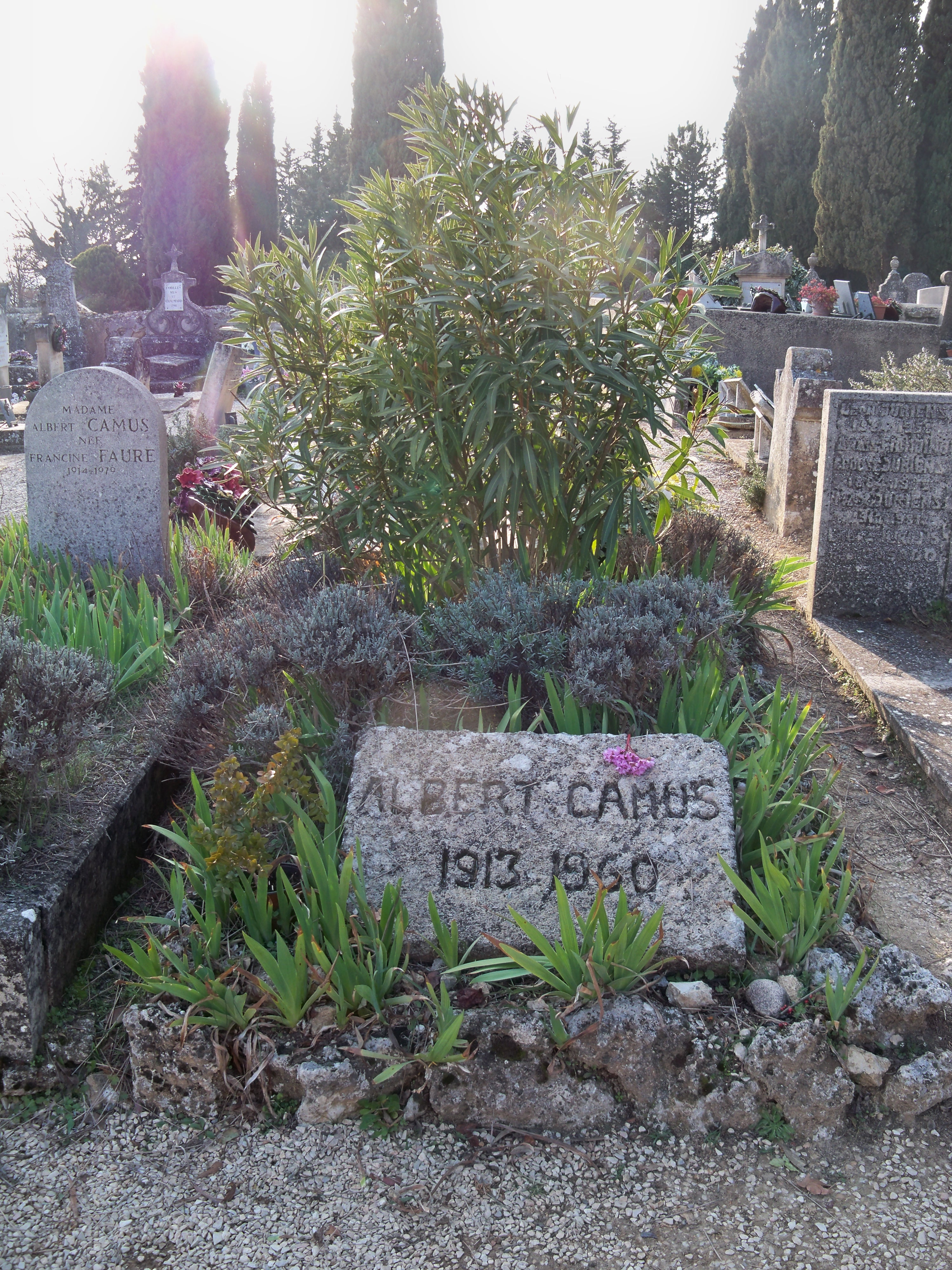
Tombe d'Albert Camus et de Francine Faure
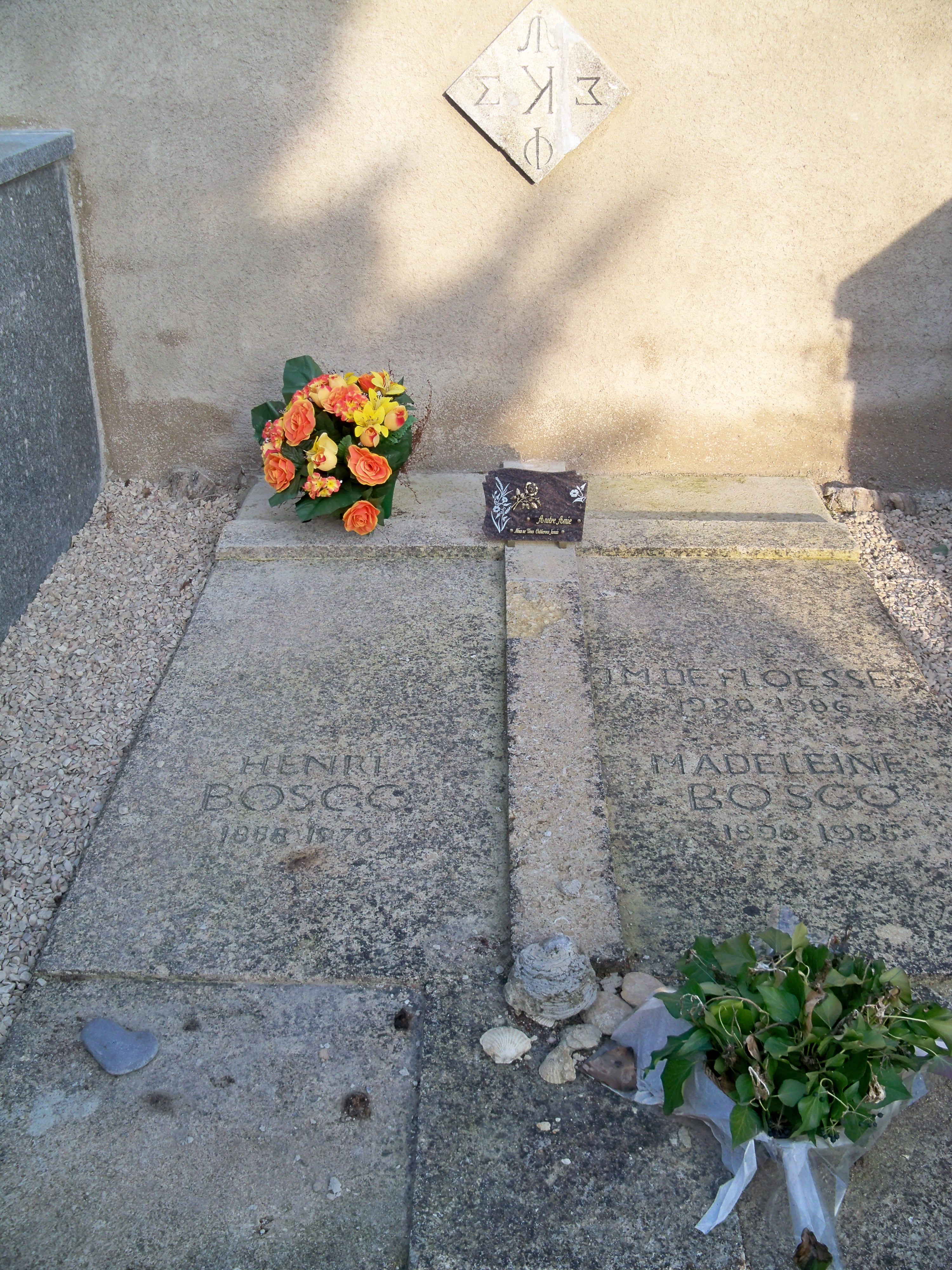
Tombe d'Henri Bosco
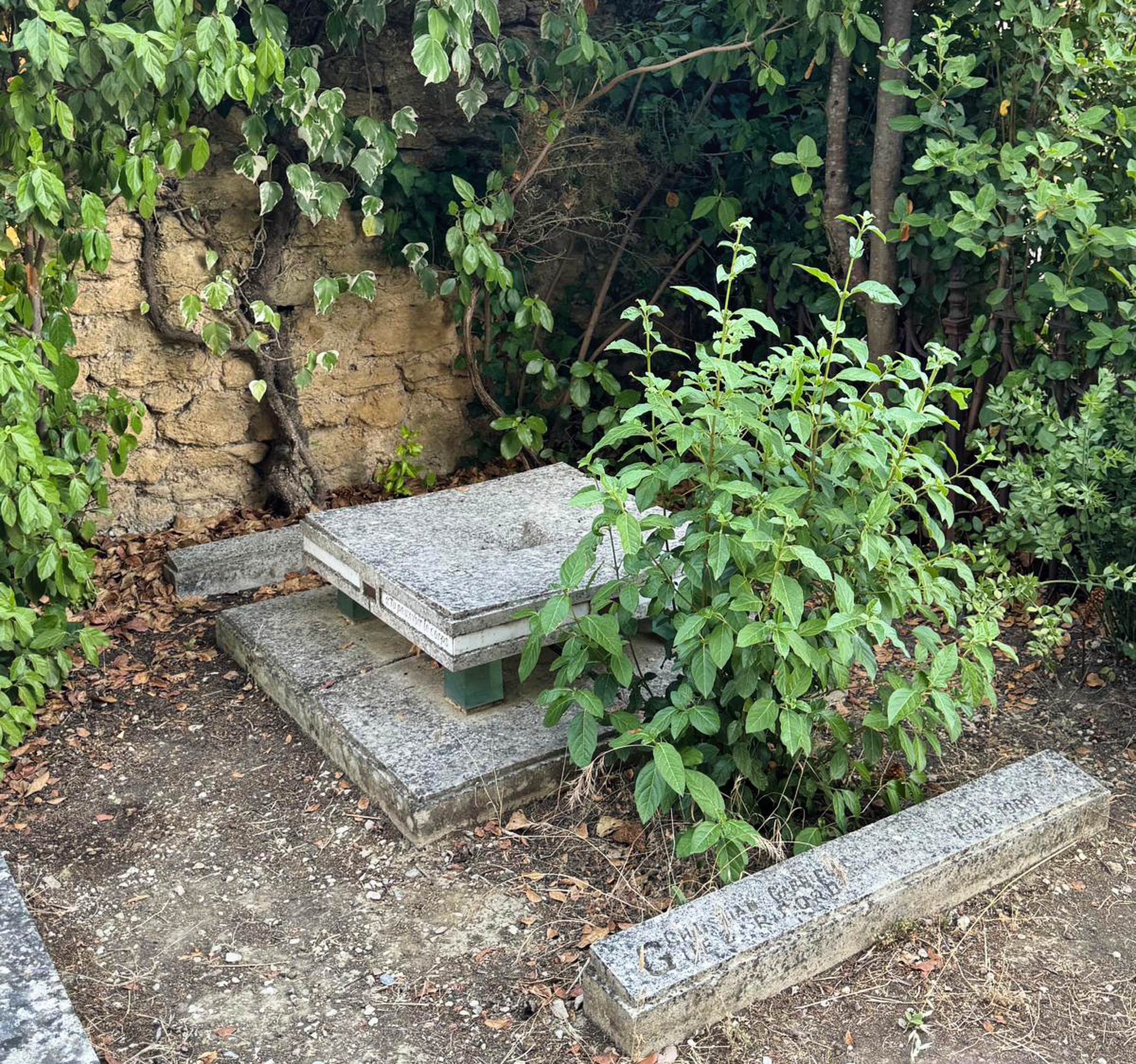
Tombe de Christian Gabrie/le Guez Ricord